# Жалівник
Жалівни́к (Bathmocercus) — рід горобцеподібних птахів родини тамікових (Cisticolidae). Представники цього роду мешкають в Африці на південь від Сахари.

## Види
Виділяють два види:
- Жалівник вохристий (Bathmocercus cerviniventris)
- Жалівник рудий (Bathmocercus rufus)

## Етимологія
Наукова назва роду Bathmocercus походить від сполучення слів дав.-гр. βαθμος — крок і дав.-гр. κερκος — хвіст.